# Lapu-Lapu (persoon)
Lapu-Lapu was een stamhoofd op het eiland Mactan voor de kust van Cebu eiland in de tijd dat Fernão de Magalhães hier aankwam in 1521. Hij weigerde zich te laten bekeren tot het katholicisme en versloeg Magalhães en zijn manschappen tijdens de slag van Mactan op 27 april 1521. Hierbij kwam Magalhães om het leven.
Als gevolg hiervan wordt Lapu-Lapu in de Filipijnen gezien als een nationale held. Er is een groot standbeeld ter ere van hem op Mactan eiland geplaatst. Dit standbeeld kijkt uit over het strand en de baai waar Magalhães zijn schip ankerde. Destijds was de baai aan de noordkant van het eiland Mactan nog diep genoeg, maar is met het verloop van de tijd verzand tot een ondiepe met planten begroeide lagune. Een kerk op het eiland is naar hem vernoemd en de stad Opon is hernoemd naar Lapu-Lapu City. Tevens wordt de Rode koraalbaars in de Filipijnen nu de Lapu-Lapu genoemd. Voorheen was Lapu-Lapu ook afgebeeld op de zowel ronde en later vierkante centavo. De centavo is door inflatie in onbruik geraakt.
- International Standard Name Identifier: 0000 0004 9981 082X
- Library of Congress Control Number: no2018151958
- Virtual International Authority File: 19154196721020110332
- WorldCat: E39PBJycJ846Hdx4xBBYT3pByd